# Proyecto puente Treinta y Tres Orientales
El denominado puente Treinta y Tres Orientales, también llamado Enlace vial Brazo Largo - Punta Chaparro o enlace vial Brazo Largo - Nueva Palmira, es un proyecto de puente carretero internacional a construirse sobre el tramo argentino-uruguayo del río Uruguay inferior, pocos kilómetros antes de la desembocadura de este en el Río de la Plata.
Las obras de la traza propuesta consisten en una ruta asfaltada que, comenzando en el sur de la provincia de Entre Ríos en la cabecera norte del Complejo vial Zárate - Brazo Largo, discurrirá por alrededor de 38 km marchando sobre un terraplén refulado hasta alcanzar el punto donde el río Gutiérrez desemboca en la ribera occidental (derecha) del río Uruguay, curso al que se salvaría mediante un puente internacional, cuyo acceso oriental (en el departamento uruguayo de Soriano) lo vinculará a la red de carreteras uruguayas. El puente se situará 110 km al sur del cruce existente más próximo entre ambos países, el Puente Libertador General San Martín, que une Puerto Unzué con Fray Bentos. La obra contribuiría a las necesidades de infraestructura para profundizar los procesos de integración regional dentro del Mercosur y de la Hidrovía Paraná-Paraguay.

## Generalidades
La obra proyectada se ubica por el poniente en el centro-este de la Argentina, en el extremo sudeste de la región mesopotámica de ese país, específicamente en el departamento Islas del Ibicuy en el sureste de la provincia de Entre Ríos. Por el naciente se sitúa en el sudoeste del departamento de Soriano, al suroccidente de Uruguay.
Esta traza aprovecha la infraestructura proporcionada por el Complejo Ferrovial Zárate - Brazo Largo, el cual permite superar los dos grandes brazos del río Paraná en su sección deltaica: los ríos Paraná de las Palmas y Paraná Guazú.
Para evitar que la obra se transforme en un endicamiento artificial que impida evacuar los excesos hídricos durante las crecientes de los ríos Paraná y especialmente el río Uruguay, se prevé construir alcantarillas y puentes en todos los cursos de agua.
Mediante esta obra se busca mejorar el tráfico vehicular, tanto de automóviles como del transporte de cargas, reduciendo la actual distancia terrestre entre las capitales de ambos países, Buenos Aires y Montevideo más de 150 km (de 565 km por Fray Bentos a 414) siendo 215 km la reducción entre Buenos Aires y Colonia (de 480 km por Fray Bentos a 265), al mismo tiempo que integrará el corredor bioceánico que comunica la capital uruguaya con los puertos del centro de Chile, conectando mediante una vinculación física las rutas 12 y 21 de la red vial del Uruguay con la Ruta Nacional 12 del lado argentino. El puente sería un complemento para el desarrollo turístico y productivo de la zona, reactivando la zona sur de Entre Ríos y comunicando un sector deltaico al que hoy solo es posible acceder por vía fluvial, a la vez que potenciando el cercano puerto de Nueva Palmira.
Si bien el interés privado se centra en el desarrollo de un puente exclusivamente carretero, las estipulaciones del proyecto prevén dejar prevista una segunda etapa de obra que ofrezca una conexión ferroviaria complementaria, para así la misma llegado el momento no entre en conflicto con el trazado vial.

### Características ambientales
Ecorregionalmente, las aguas de los cursos fluviales que serían atravesados por esta conexión carretera se incluyen en la ecorregión de agua dulce Paraná inferior (ya en el área ecotonal con la del Uruguay inferior); mientras que los terrenos emergidos se adscriben en la ecorregión terrestre delta e islas del río Paraná en lo que respecta a su tramo argentino y a la sabana uruguayense el tramo en Uruguay.

### Historia
La gran ventaja que ofrece este trazado por sobre los que se evaluaron entre Buenos Aires y Colonia es que el costo sería por lo menos diez veces menor, manejándose presupuestos de cerca de 100 millones de dólares, además los impactos sociales y ambientales serían notablemente inferiores respecto a cualquier otro posible trazado.
En el año 1950, el ingeniero palmirense Mario Fontana Company propuso construir un túnel subfluvial entre punta Carbón (Argentina) y punta Chaparro (Uruguay). Durante la década de 1990 se reflotó este viejo proyecto, impulsándose su construcción para ser realizada por concesión de obra pública. Si bien para esa época la idea era levantar un puente, el proyecto de túnel todavía no había sido descartado. La crisis económica que sufrieron ambos países en los años 2001-2002 postergó la obra, la cual fue reactivada a mediados de la primera década del siglo XXI, mediante una propuesta del grupo empresario argentino SORS S.A. (anteriormente llamado Special Organizative Services S.A.), que estaba interesado en realizar y financiar toda la obra.
Se aseguró que la construcción solo demandaría 2 años, previendo el retorno de la inversión mediante el sistema de concesión de obra pública, con el cobro de transitar por el complejo a los futuros usuarios por medio del sistema de peaje desde el comienzo de la explotación de la concesión.
La inversión necesaria para realizar la obra sería únicamente por capitales privados, no requiriéndose aportes económicos directos por parte de los estados. En el estudio de factibilidad, el tránsito diario previsto ascendía a 4500 vehículos, de los cuales el 10 % serían de gran porte (ómnibus y camiones), con peajes para estos últimos de 50 dólares y de 10 para los autos.
Se estableció instrumentar una comisión binacional para analizar el tema, barajándose la posibilidad que sea la Comisión Administradora del Río Uruguay (CARU) el organismo ideal en que recaería la obra.
Desde entonces, a lo largo de 15 años, el proyecto ha sido pospuesto por diversos motivos. Posponiéndose sin fecha de inicio la construcción de la nueva conexión que se sumaría a las tres que ya unen a ambas repúblicas (Concordia con Salto —Puente Salto Grande—, Colón con Paysandú —Puente General Artigas— y Gualeguaychú con Fray Bentos —Puente Libertador General San Martín—). Esta situación hacia mediados de 2022 se mantenía sin cambios.

## Trayecto

### Tramo argentino

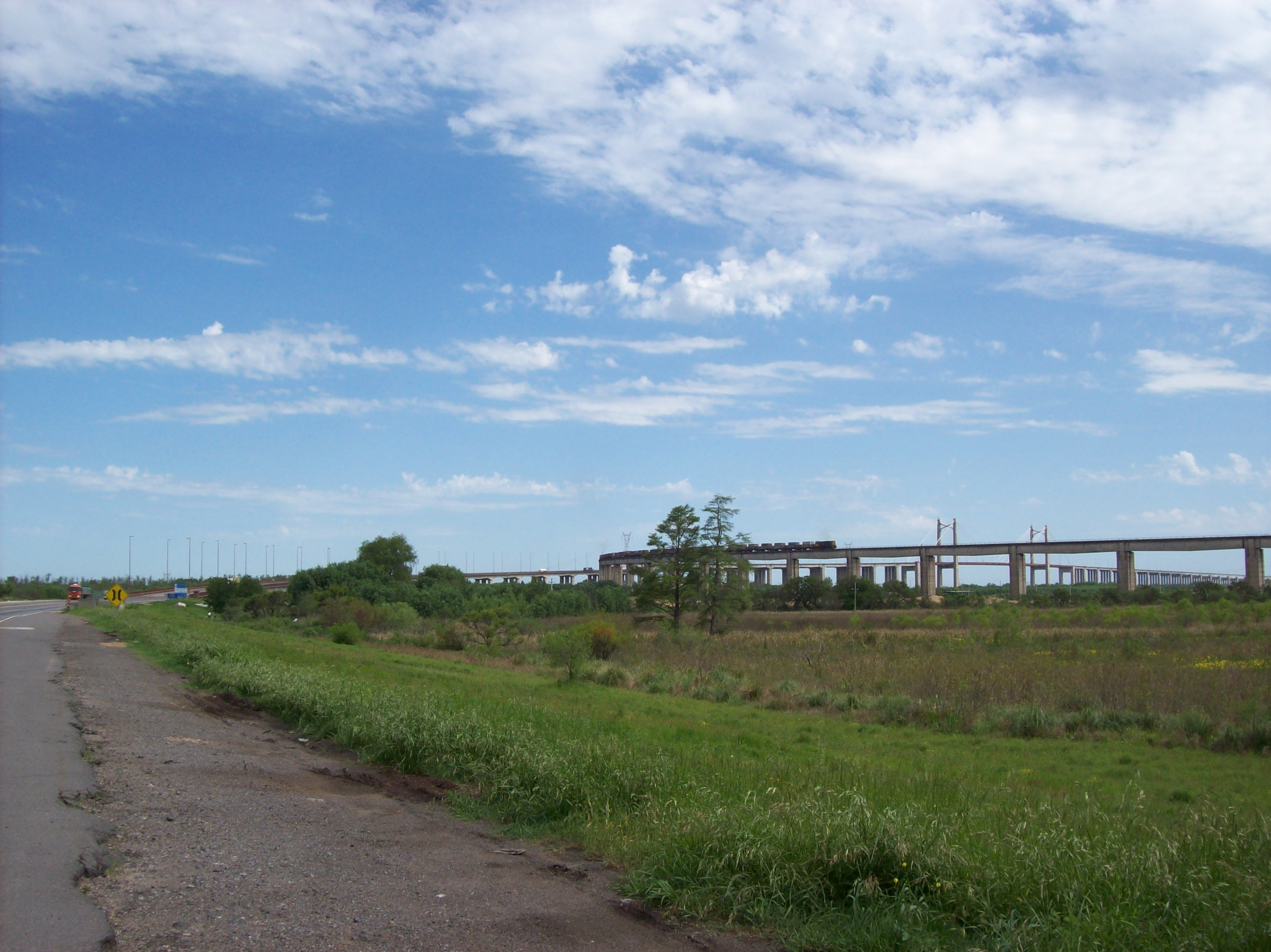
Vista de la cabecera norte (entrerriana) del puente Justo José de Urquiza del Complejo vial Zárate - Brazo Largo, punto desde donde se iniciaría esta proyectada conexión vial binacional en lo que respecta al lado argentino.

En la localidad de Brazo Largo, específicamente en la cabecera norte del puente Justo José de Urquiza (km 115 de la Ruta Nacional 12), se construiría un distribuidor de empalme sobrenivel que inicie una ruta con rumbo general oeste-este que recorrerá 38 km entre sectores con bosques higrófilos y pajonales pantanosos del último tramo de la sección inferior del delta del río Paraná, haciéndolo sobre altos terraplenes levantados con materiales refulados de los costados, con una altura de varios metros, suficiente para permitir mantener la operatividad de la conexión en épocas de inundaciones. Por ejemplo, en la zona de la intersección del canal Pedro Galofré con el río Gutiérrez se da el alerta cuando la altura de las aguas presentan 2,83 m, mientras que la evacuación se ordena a los 3 m.
La ruta tendrá una carpeta asfáltica de 10 cm de espesor; un ancho de calzada de 7,20 m (sin reducción en los puentes ni en los viaductos) marginada con banquinas de un ancho mínimo de 1,50 m. Se estableció la opción futura de ampliación de la calzada, duplicando así el trazado (es decir, dos manos por cada sentido de circulación).
En la opción de la traza principal, la primera parte discurre durante 21,4 km en el interfluvio correspondiente a los arroyos Negro y Brazo Largo, circulando de manera paralela a la ribera norte de los ríos Paraná Guazú y Paraná Bravo. Luego se llega al canal Pedro Galofré, vía acuática utilizada para acceder a la ciudad de Villa Paranacito, la capital del departamento Islas del Ibicuy (única jurisdicción que recorre el viaducto del lado argentino). Este canal es superado mediante un puente de 40 m de luz libre y 10 m de altura, que constituye un gálibo adecuado para no afectar la navegación fluvial existente. La longitud total de este puente será de 372 m.
Luego continúa un tramo de 9,4 km sobre los mismos terraplenes refulados, avanzando de forma paralela a la costa norte del río Gutiérrez hasta llegar al arroyo Correntoso, el cual es superado por un puente de medidas idénticas al anterior, permitiendo de este modo la circulación de embarcaciones bajo el mismo. El siguiente tramo continúa sobre terraplenes durante 2,6 km hasta encontrarse con el arroyo Desaguadero, al que la ruta cruza mediante un puente idéntico a los anteriores. Luego de ese curso fluvial se inicia una sección de 6,4 km, la cual continúa siempre sobre territorios ubicados al norte del río Gutiérrez y en una dirección paralela a este, hasta llegar al viaducto que brindará acceso por el oeste al puente internacional.
Durante 2297 m se desarrollaría el viaducto, el cual será construido sobre una estructura de vigas precomprimidas y pilas fundadas en lo profundo del terreno marginal del río Uruguay y en el lecho de las propias aguas del mismo. Se irá progresivamente elevando mediante una pendiente inferior al 2 % hasta que llegará a la carpeta del propio puente sobre el canal de navegación principal, el cual se cruzará en la zona del kilómetro 6 de dicha vía de transporte fluvial. La cabecera argentina se situará en la llamada punta Izquierda, sobre una de las dos grandes islas que se encuentran en la desembocadura del río Gutiérrez, precisamente al norte de la boca principal del mismo (la derecha). Allí el río Uruguay sufre una escotadura que hace que la costa argentina quede a solo 1400 metros de distancia de la uruguaya.

### Puente sobre el río Uruguay
La longitud total del puente internacional es de 3400 m. El puente principal estará constituido por una viga cajón de hormigón precomprimido con una longitud de 220 m, por lo que esa será la distancia de luz libre que tendrá su vano central, el que se ubicará en las coordenadas: 33°49′18.74″S 58°26′16.31″O / -33.8218722, -58.4378639. El gálibo será de 40 m de altura respecto al nivel del cero local, el que resulta adecuado para permitir la navegación de ultramar y la fluvial del río Uruguay. Al estar posicionado al norte de Nueva Palmira, no interferirá el acceso a dicho puerto de los buques que llegan mediante el Paraná Bravo o el canal Martín García. Solo será atravesado por los barcos que realizan la navegación hacia los puertos de ambos países sobre el río Uruguay, por ejemplo los puertos de Concepción del Uruguay, Colón, Paysandú, Fray Bentos, etc.

### Tramo uruguayo
En el extremo este (hacia el lado uruguayo) el puente central se conecta a un viaducto de 883 m de longitud, de estructura similar a la que tendrá su acceso occidental, el cual permitirá alcanzar el territorio costero uruguayo en la zona de punta Chaparro, al norte de la boca del arroyo del Sauce, el cual representa el límite natural entre los departamentos de Colonia y Soriano.
El complejo carretero continuaría ya en territorio del Uruguay, primero en un tramo de 5,5 km, el cual unirá la cabecera oriental del puente internacional con la Ruta Nacional 21, a la que interceptaría a la altura del km 283,500, en un paraje al sur de Villa Alejandrina. También se construirían tramos pavimentados circunvalando a la localidad de Agraciada, para llegar al km 20 de la Ruta Nacional 12, y así vincular al proyecto con las regiones del interior del Uruguay y la frontera de este país con Brasil.
La punta Chaparro pertenece al departamento Soriano. Se sitúa a pocos kilómetros al sur de la histórica Playa de la Agraciada, lugar de desembarcó, el 19 de abril de 1825, de la expedición militar de quienes tomó el nombre este puente, los llamados “Treinta y Tres Orientales”, con el objeto de expulsar al poder imperial brasileño que ocupaba la Provincia Oriental -llamada en ese momento Provincia Cisplatina- y reintegrarla con las demás Provincias Unidas.

### Alternativas
En la traza alternativa “sur” o “D” el río Gutiérrez es atravesado mediante un puente ubicado próximo a su nacimiento, y al llegar al río Uruguay (en el kilómetro 5 de este río) la cabecera argentina quedaría posicionada al sur de la boca del Gutiérrez, específicamente en la punta Carbón.